# بين بوو
بين بوو هو سياسي أمريكي، ولد في 1925 في بين سيتي في الولايات المتحدة. نشط حزبياً في الحزب الجمهوري لمينيسوتا ‏ والحزب الجمهوري. وقد انتخب عضو مجلس نواب مينيسوتا ‏.